# (34035) 2000 OV27
2000 OV27 (asteroide 34035) é um asteroide da cintura principal. Possui uma excentricidade de 0.13689080 e uma inclinação de 15.84364º.
Este asteroide foi descoberto no dia 23 de julho de 2000 por LINEAR em Socorro.